# Benjamin Markarian
Benjamin Egishevič Markarian (in armeno Բենիամին Մարգարյան?) (Shaumiani, 29 novembre 1913 – Erevan, 29 settembre 1985) è stato un astronomo e astrofisico armeno.

## Biografia
Nato nel villaggio di Shulaveri (oggi chiamato Shahumyani, nell'odierna Georgia), nel 1938 si è laureato in astrofisica presso l'Università Statale di Erevan, per poi concludere i suoi studi post laurea nel 1941 presso l'Università statale di Leningrado. Entrato all'osservatorio di Byurakan sin dalla sua fondazione, ne divenne vice direttore dal 1952 al 1957 e capo del dipartimento dedito allo studio delle galassie a partire dal 1957; nel frattempo, a partire dal 1943 e fino al 1957 è stato docente sempre presso l'università di Erevan.
Nel 1965 è stato nominato membro corrispondente dell'Accademia delle Scienze della Repubblica d'Armenia, per poi esserne nominato accademico nel 1971.
Tra i suoi contributi all'astronomia vi furono importanti lavori nel campo dell'astronomia stellare ed extragalattica. In particolare, Markarian sviluppò la teoria delle fluttuazioni nella distribuzione apparente delle stelle. Insieme a Viktor Amazaspovič Ambarcumjan stabilì l'esistenza, nella Via Lattea, di sistemi stellari giovani e instabili - associazioni stellari la cui presenza indicava non solo la continuazione del processo di formazione stellare anche nella nostra era, ma anche il fatto che le stelle nascessero in gruppi. In seguito eseguì la classificazione degli ammassi stellari aperti, studiando le caratteristiche della loro distribuzione e delineando la loro posizione nei bracci della nostra galassia. Proprio per questi studi, egli ricevette il Premio Stalin nel 1950.
I suoi studi di astronomia extragalattica rivelarono, negli anni 1960, l'esistenza, tra le galassie luminose, di una categoria speciale di oggetti di colore e caratteristiche spettrali anomali. Per spiegare il fenomeno rilevato, fu il primo a proporre l'idea che i nuclei delle galassie abbiano radiazioni ultraviolette di natura non termica. Sviluppò quindi una speciale tecnica di osservazione, conducendo, a partire dal 1965, una campagna osservativa col telescopio Schmidt dell'osservatorio di Byurakan volta a individuare quelle galassie che presentavano un eccesso di emissione nell'ultravioletto. Il telescopio aveva uno specchio di 132 cm e una lastra correttiva di 102 cm. Il prisma utilizzato aveva una dispersione di 180 nm/mm; il tal modo, lo strumento riusciva ad essere efficace nell'osservazione di galassie con magnitudine fino a 17,5. Le prime immagini dell'indagine portarono alla scoperta di settanta galassie, di magnitudine compresa tra 13 e 17, che presentavano uno spettro continuo nell'ultravioletto e che furono etichettate come "galassie di Markarian", termine che entrò nell'uso specialistico. La campagna osservativa proseguì fino al 1978, mentre l'analisi dei dati proseguì fino al 1980. Infine, furono osservate 1 500 galassie, tra cui figurano diversi quasar e oggetti di tipo BL Lacertae, con i dati che erano stati progressivamente pubblicati tra il 1969 e il 1981 sulla rivista Astrofizika edita in russo dall'Accademia nazionale delle scienze armena. I dati furono ulteriormente raccolti in un catalogo, denominato First Byurakan Survey, che non fu pubblicato.
Alla fine degli anni 1960, Markarian scoprì anche l'esistenza del moto di diverse galassie presenti nell'Ammasso della Vergine, che oggi, in virtù della loro particolare disposizione se osservate dalla Terra, sono state battezzate "Catena di Markarian".
Deceduto nel 1985, Markarian riposa oggi nel cimitero del villaggio di Byurakan, nella regione armena dell'Aragatsotn. Nel 2013, per commemorare i 100 anni dalla sua nascita, la Banca centrale dell'Armenia ha emesso una moneta d'argento del valore nominale di 1 000 dram, recante sul dritto la rappresentazione di stelle e galassie e sul retro un ritratto dell'astronomo assieme al suo nome in armeno e in inglese. Nello stesso anno, il 21 novembre, le poste armene hanno emesso un francobollo del valore nominale di 170 dram e una tiratura di 30 000 raffigurante l'astronomo, la cupola dell'osservatorio di Byurakan e la galassia Markarian 509.